# Чемпионат России по современному пятиборью 2001
Чемпионат России по современному пятиборью 2001 года проходил в Уфе с 28 мая по 1 июня 2001 года.

## Итоги чемпионата
По результатам соревнований определились основные кандидаты в сборную для выступления на чемпионате Европы: пропустившие первенство страны первый и второй номера сборной ростовчане Андрей Моисеев, Алексей Туркин и спортсмены занявшие первые 5 мест на чемпионате России.

## Результаты
''Чемпионат России. . Мужчины. Личное первенство.
| Место | Спортсмен         | Город, Республика | Сумма |
| 1.    | Рустем Сабирхузин | Башкортостан      | 5700  |
| 2.    | Алексей Кухарев   | Санкт-Петербург   | 5668  |
| 3.    | Дмитрий Галкин    | Ставрополь        | 5640  |
| 4.    | Иван Бобрышев     | Ставрополь        |       |
| 5.    | Николай Яськов    | Самара            |       |

''Чемпионат России. Командное первенство. В составе команды представляющей город Санкт-Петербург  занявшей первое место в командном зачете (Алексей Кухарев 2 место, Бантиков Александр 6 место, Новиков Федор 7 место в личном первенстве).
| Место | Город, Республика | Сумма  |
| 1.    | Санкт-Петербург   | 16 628 |
| 2.    | Самара            | 16 452 |
| 3.    | Москва            | 16 140 |